# Bjørn Stenersen
Bjørn Stenersen (Bergen, 9 de febrer de 1970 - Trondheim, 16 de setembre de 1998) fou un ciclista noruec que fou professional de 1992 a 1995. Especialista en la contrarellotge, va guanyar nombrosos campionats nacionals. Va participar als Jocs Olímpics d'Estiu de 1992.
El seu germà Karsten també es dedicà al ciclisme.

## Palmarès en ruta
- 1987
  -  Campió de Noruega en ruta júnior
- 1988
  -  Campió de Noruega en contrarellotge júnior
- 1989
  -  Campió de Noruega en contrarellotge
  -  Campió de Noruega en contrarellotge per equips
- 1990
  -  Campió de Noruega en ruta
  -  Campió de Noruega en contrarellotge per equips
- 1991
  -  Campió de Noruega en contrarellotge
  -  Campió de Noruega en contrarellotge per equips
  - Vencedor de 2 etapes a la Volta a Noruega
- 1992
  -  Campió de Noruega en contrarellotge
  - Vencedor d'una etapa a la Volta a Noruega
- 1996
  -  Campió de Noruega en contrarellotge per equips
- 1997
  -  Campió de Noruega en contrarellotge per equips

## Palmarès en pista
- 1988
  -  Campió de Noruega en quilòmetre júnior
  -  Campió de Noruega en persecució júnior